# Lancelot Games
Lancelot Games var ett svenskt spelföretag som mellan åren 1989 och 1991 gav ut flera roll- och brädspel innan det gick i konkurs. Företagets slogan var "The cutting edge of game design". De gav även ut rollspelstidningen Rubicon i tio nummer under sin verksamma tid.
Lancelot Games bestod av bolagen NRBS HB i Nynäshamn och Lancelot Games HB i Sundsvall. NRBS HB gav ut rollspelet Western under Lancelots varumärke, medan Lancelot Games HB gav ut rollspelen Khelataar och Wastelands, samt flera brädspel.
Rättigheterna till Lancelot Games spel ägs av AB Jan Edman som gett Rävspel tillåtelse att återutge Lancelot Games alla spelprodukter.

## Utgivning

### Rollspel
- Western (1989)
- Khelataar (1989)
- Wastelands (1990)

### Brädspel
- Excalibur (1989)
- Krystal (1990)
- Flux (1990)
- Robin Hood (1991)